# Monosporidium machili
Monosporidium machili är en svampart som först beskrevs av Henn., och fick sitt nu gällande namn av T. Sato 1990. Monosporidium machili ingår i släktet Monosporidium och familjen Phakopsoraceae.   Inga underarter finns listade i Catalogue of Life.